# Султан Аділь
Султан Аділь Мохамед Абдалла Аль-Амірі (араб. سلطان عادل محمد عبدالله الأميري, нар. 4 травня 2004, Кальба) — еміратський футболіст, нападник клубу «Аль-Іттіхад» (Кальба) та національної збірної ОАЕ.

## Клубна кар'єра
Народився 4 травня 2004 року в місті Кальба. Вихованець футбольної школи клубу «Аль-Іттіхад» (Кальба). Дорослу футбольну кар'єру розпочав 2021 року в основній команді і 30 січня дебютував на професійному рівні в грі проти «Шабаб Аль-Аглі».

## Виступи за збірні
2020 року дебютував у складі юнацької збірної ОАЕ (U-17), загалом на юнацькому рівні взяв участь у 3 іграх, відзначившись 3 забитими голами.Згодом залучався до складу молодіжної та олімпійської збірної ОАЕ. На молодіжному рівні зіграв у 7 офіційних матчах, забив 1 гол.
24 березня 2022 року дебютував в офіційних матчах у складі національної збірної ОАЕ у грі кваліфікації до чемпіонату світу 2022 року проти Іраку (0:1). 17 жовтня 2023 року він забив свій перший гол за збірну в товариській грі проти Лівану (2:1).
У складі збірної був учасником кубка Азії з футболу 2023 року у Катарі, де у першому ж матчі проти Гонконгу (3:1) забив гол з пенальті.
| Дата       | Місто    | Господарі | Результат | Гості   | Турнір            | Голи | Примітки |
| ---------- | -------- | --------- | --------- | ------- | ----------------- | ---- | -------- |
| 24-3-2022  | Ер-Ріяд  | Ірак      | 1 – 0     | ОАЕ     | Відбір до ЧС 2022 | -    | 86'      |
| 28-3-2023  | Абу-Дабі | ОАЕ       | 2 – 0     | Таїланд | Тов               | -    | 78'      |
| 12-10-2023 | Дубай    | ОАЕ       | 1 – 0     | Кувейт  | Тов               | -    | 59'      |
| 17-10-2023 | Дубай    | ОАЕ       | 2 – 1     | Ліван   | Тов               | 1    | 62'      |
| 16-11-2023 | Дубай    | ОАЕ       | 4 – 0     | Непал   | Відбір до ЧС 2026 | -    | 68'      |
| 21-11-2023 | Ріффа    | Бахрейн   | 0 – 2     | ОАЕ     | Відбір до ЧС 2026 | -    | 78'      |
| Усього     |          | Матчів    | 6         |         | Голів             | 1    |          |

## Титули і досягнення
- Володар Суперкубка ОАЕ (1):

«Шабаб Аль-Аглі»: 2024
- Чемпіон ОАЕ (1):

«Шабаб Аль-Аглі»: 2024-25
- Володар Кубка Президента ОАЕ (1):

«Шабаб Аль-Аглі»: 2024-25